# سنطروق الأول
سنطروق الأول: هو ملك عربيّ حكم تقريباً بين عامي (176م - 192م) للميلاد، وهو ثاني ملوك مملكة الحضر الواقعة في محافظة نينوى شمال العراق، عُرف بفضل أكثر من عشرين نقشاً عثر عليها في آثار مدينة الحضر وهو ابن الحاكم نصر الذي حكم بين عامي 128-140 للميلاد، وكان سنطروق الأول من أوائل حكام الحضر الذين أطلقوا على أنفسهم لقب ملك مع احتفاظه بلقب «مري» أي الحاكم أو السيد. وهي ذات الألقاب التي حملها أخوه ولجش أو ڤلجش، ولا يعرف فيما إذا كان سنطروق وأخوه ولجش قد تسلما الحكم في ذات الوقت وحملا هذه الألقاب أم أن سنطروق الأول خلف أخاه ولجش. وكان سنطروق الأول يلقب بملك العرب، وبعد وفاته خلفه ابنه الملك عبدسميا.
بعد انتصار الملك سنطروق ملك الحضر على الجيش الروماني وصموده أمامهم، قام بتلقيب نفسه بالمنصور وكذلك ملكًا على العرب. ومن هذه الكتابات: «صلما دي سنطروق ملكا دي عرب(ز-ك-يأ-) بر نصرو مريا بر نشريهب». وقراءته: «تمثال سنطروق، ملك العرب المنصورين، ابن نصرو سيدي، ابن نشريهب». ويعتبر نقوشه من أجمل النقوش في الحضارات العربية القديمة.